# Ustymiwka (obwód kijowski)
Ustymiwka (ukr. Устимівка) – wieś na Ukrainie, w obwodzie kijowskim, w rejonie białocerkiewskim, w hromadzie Kowaliwka. W 2001 liczyła 1869 mieszkańców, wśród których 1843 wskazało jako ojczysty język ukraiński, 25 rosyjski, a 1 białoruski.